# Edgar León Ordoñez
Edgar León Ordoñez es un chef ecuatoriano.

## Reseña biográfica
Estudió en la Universidad San Francisco de Quito en Ecuador, Universidad Le Cordon Bleu de París, Universidad del Azuay y en la Universidad Católica de la Santísima Concepción de Chile. 
Fue fundador y director de la Escuela de Hotelería y Turismo en la Universidad Técnica Particular de Loja, catedrático en la Pontificia Universidad Católica del Ecuador y la Universidad San Francisco de Quito.
Ha dictado conferencias sobre cocina ecuatoriana en Colombia, México, Argentina, Chile, Brasil, Estados Unidos, Canadá, Alemania, España, entre otros.
Colabora constantemente en artículos para revistas y publicaciones en todo el mundo, ha dirigido y participado en programas de radio y televisión sobre identidad gastronómica de Ecuador y otras áreas de la cocina. 
Autor del libro "Sopas la Identidad de Ecuador", el cual fue galardonado como el Segundo mejor Libro de Gastronomía del mundo 2014 por la Gourmand World Cookbook Awards, Mejor Publicación Gastronómica Ecuador 2014, Mejor Publicación Gastronómica del Mundo en Beijín-China, entre otras distinciones.
Es miembro de organizaciones como  la Sociedad Ecuatoriana de Gastronomía, Academia del Chocolate, Asociación de Chef del Ecuador, es representante para América Latina, Jurado Calificado y Embajador Gastronómico de Ecuador de la World Association of Chefs Societies (Wacs).
Participó en el Festival de Gastronomía ecuatoriana en Washintong DC, ofreció sus servicios para la cena despedida de Barack Obama y Michelle Obama en la Casa Blanca, además de ofrecer cenas especiales para la pareja presidencial de Estados Unidos. También asesoró un programa de  mejora nutricional en el país norteamericano, diseñado y dirigido por Michelle Obama.